# Sasa senanensis
Sasa senanensis (Franch. & Sav.) Rehder  är en art som ingår i släktet sasabambu, och familjen gräs. 
Inga underarter finns listade i Catalogue of Life (2014).